# Keshan
Keshan, tidigare stavat Koshan, är ett härad som lyder under Qiqihars stad på prefekturnivå i Heilongjiang-provinsen i nordöstra Kina.
Orten har gett namn åt Keshan-sjukan vilket är en hjärtmuskelsjukdom orsakad av selenbrist som först rapporterades från Keshan.